# Selles-sur-Nahon
Selles-sur-Nahon là một xã ở tỉnh Indre ở miền trung nước Pháp. Xã này có diện tích 6,77 km², dân số năm 1999 là 72 người. Khu vực này có độ cao trung bình 128 mét trên mực nước biển.